# Adriaanus van Mol
Adriaanus van Mol (Duizel, 13 december 1754 - Eindhoven,  27 november 1843) is een voormalig burgemeester van de Nederlandse stad Eindhoven. Hij werd geboren als zoon van Joannes van Mol en Maria Elisabeth Borgers. 
De lakenkoopman Van Mol was in 1802 en 1803 burgemeester van Eindhoven. Hij trouwde te Eindhoven op 11 augustus 1799 met Maria Catharina van de Moosdijck, dochter van burgemeester Johannes Hendrikus van de Moosdijk en Catharina Zeegers, geboren te Eindhoven op 14 oktober 1771, overleden in Eindhoven op 16 augustus 1831. 